# Cirsosina
Cirsosina — рід грибів родини Microthyriaceae. Назва вперше опублікована 1960 року.

## Класифікація
До роду Cirsosina відносять 2 види:
- Cirsosina calami
- Cirsosina rhododendri